# Corazón, corazón
Corazón, corazón fue un programa de televisión dedicado al periodismo del corazón que emitía La 1 de Televisión Española. Se trataba uno de los más longevos espacios de televisión en España, con cerca de 17 años ininterrumpidos de emisión.

## Historia
Corazón, corazón se estrenó el 4 de julio de 1993 como un programa dedicado al mundo del corazón y de la crónica social. El formato estaba presentado inicialmente por Cristina García Ramos y se emitía los fines de semana antes de la primera edición del Telediario. 
Durante 15 años el programa fue dirigido y presentado por la misma persona, lo que supone el récord en España de presentación ininterrumpida de un programa de televisión en el momento. Tras 1.315 ediciones, García Ramos se acogió a un expediente de regulación de empleo que le permitió la jubilación. En su despedida insistió en que su meta fue huir de la vulgaridad, la chabacanería y el mal gusto. Durante parte de esos años, contó con el respaldo de profesionales como Carolina Vespa, Blanca Aguete, Lola Martínez, Isabel Baeza, Eva Luna, Coro Araujo, Mercedes Poveda, Ludmila Bravo, Beatriz López, Sonia Sánchez Recio o Víctor Otamendi en la redacción y con Miguel Cruz y José María Castillo en la realización, entre otros.
En julio de 2008, Sonia Ferrer presentadora sustituta de Cristina García Ramos, la relevó como presentadora del programa hasta septiembre de 2008, momento en el cual Jose Toledo llegó como última presentadora del espacio y hubo así mismo un cambio de grafismo y de formato. La presentadora estuvo ligada a la cadena pública hasta diciembre de 2009, después de quince años trabajando en ella. 
Finalmente, el 3 de enero de 2010 el programa finalizó, dando lugar a una fusión con Corazón, siendo Carolina Casado la presentadora. Así, ambos programas pasaron a ser uno bajo la denominación de Corazón, emitido todos los días en La 1 a las 14:30 horas y presentado por Anne Igartiburu de lunes a viernes y por Carolina Casado los sábados y domingos. 

## Formato
Decano de los programas dedicados a informar sobre la actualidad social, el programa compaginaba reportajes sobre actos sociales, estrenos, inauguraciones y otros eventos, con semblanzas —tanto desde el punto de vista profesional como del personal— sobre personajes conocidos del mundo del cine, la cultura o la canción. En ocasiones se realizaban entrevistas a personajes relevantes. 
El tono empleado pretende alejarse del sensacionalismo que achaca a otros programas de televisión y en palabras pronunciadas por su primera presentadora el año de su estreno el objetivo era informar huyendo de las especulaciones y sólo en lo referente a hechos consumados que puedan considerarse como noticias.

## Audiencias
| Año   | Audiencia media | Audiencia media |
| Año   | Espectadores    | Cuota           |
| ----- | --------------- | --------------- |
| 1993  | 1 745 000       | 20,2%           |
| 1994  | 2 192 000       | 23,5%           |
| 1995  | 2 897 000       | 30,1%           |
| 1996  | 2 667 000       | 28,5%           |
| 1997  | 2 475 000       | 28,3%           |
| 1998  | 2 508 000       | 27,5%           |
| 1999  | 2 344 000       | 25,2%           |
| 2000  | 2 157 000       | 23,0%           |
| 2001  | 2 127 000       | 21,9%           |
| 2002  | 2 213 000       | 22,9%           |
| 2003  | N/A             | N/A             |
| 2004  | N/A             | N/A             |
| 2005  | N/A             | N/A             |
| 2006  | N/A             | N/A             |
| 2007  | N/A             | N/A             |
| 2008  | 1 567 000       | 15,2%           |
| 2009  | N/A             | N/A             |
| 2010  | N/A             | N/A             |
| Total | 2 263 000       | 24,2%           |